# Hotel The Rock
El Hotel The Rock (en inglés: The Rock Hotel) también conocido como Rock Hotel, es un hotel histórico situado en el territorio de ultramar británico de Gibraltar. Ha sido descrito como "uno de los hoteles más famosos del Mediterráneo",  y como "una institución en Gibraltar y el Mediterráneo". Construido en 1932 por John Crichton-Stuart, cuarto marqués de Bute, el hotel está situado en una zona ajardinada de 3,6 hectáreas (8,9 acres) y contiene 104 habitaciones. Se encuentra en un gran edificio blanco de estilo art déco a lo largo de la carretera Europa (Europa Road) con vistas a los Jardines Botánicos de Gibraltar.